# Plateaux (vùng)

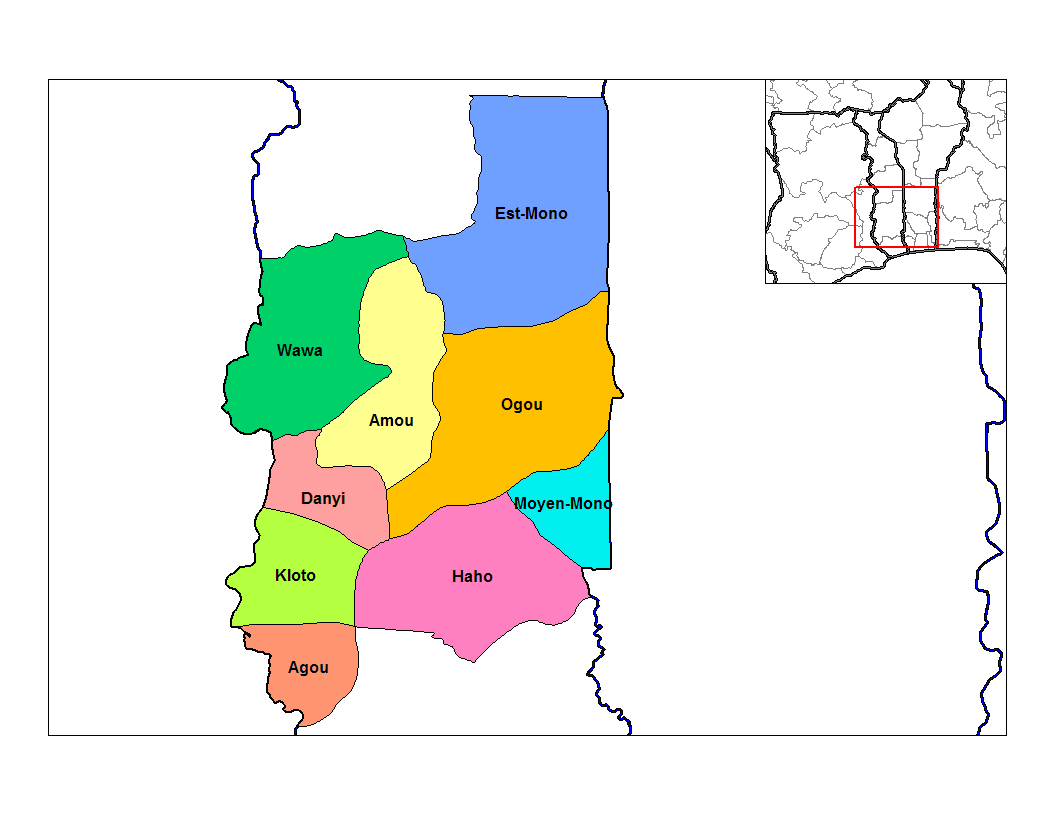
Các tỉnh của Plateaux

Plateaux là một trong 5 vùng của Togo.
Atakpamé là thủ phủ vùng này. Đây là vùng có diện tích lớn nhất và có dân số đông thứ 2 (sau vùng Maritime). Các thành phố chính khác ở vùng Plateaux gồm Kpalimé và Badou.
Plateaux nằm ở phía bắc vùng Maritime và phía nam của vùng Centrale. Về phía tây, vùng này giáp vùng Volta của Ghana, phía đông giáp 3 tỉnh của Bénin: Collines về phía đông bắc; Zou về phía đông và Kouffo về phía đông nam.

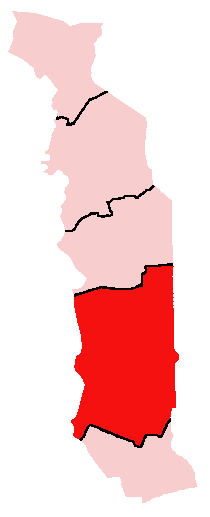

Plateaux được chia thành các tỉnh sau: 
- Tỉnh Agou
- Tỉnh Amou
- Tỉnh Danyi
- Tỉnh Est-Mono
- Haho (tỉnh)
- Kloto (tỉnh)
- Moyen-Mono (tỉnh)
- Tỉnh Ogou
- Tỉnh Wawa